# Graafschap Holstein
Het Graafschap Holstein was een graafschap binnen het Heilige Roomse Rijk.

## Geschiedenis
In 1110 werd Adolf IV van Schauenburg met de graafschappen Holstein en Stormarn beleend. Hij regeerde als Adolf I in Holstein. Adolf II veroverde Wagrien en Adolf III verwierf na de val van Hendrik de Leeuw in 1180 ook de heerschappij over Dithmarschen. De bezittingen gingen vervolgens verloren aan Denemarken, maar na de slag bij Bornhöved in 1227 werd het gebied heroverd, met uitzondering van Dithmarschen, dat toeviel aan het prinsaartsbisdom Bremen. Pas in 1559 zou ook dit gebied worden heroverd.
Adolf IV deed in 1239 afstand van de regering, waarna zijn zoons het bezit deelden:
- Johan I kreeg Kiel (deze tak uitgestorven 1321)
- Gerard I kreeg Itzehoe (uitgestorven 1459)

Een verdere verdeling van het graafschap volgde na de dood van Johan I en Gerard I.
Na de dood van Johan I van Holstein-Kiel in 1263 deelden zijn zoons het gebied omstreeks 1273:
- Adolf IV kreeg Segeberg (uitgestorven in 1308)
- Johan II kreeg Kiel (uitgestorven in 1321)

Na de dood van Gerard I van Holstein-Itzehoe in 1290 deelden zijn zoons het gebied:
- Gerard II kreeg Plön (uitgestorven 1390)
- Adolf VI kreeg Pinneberg en in 1290 ook het graafschap Schaumburg (uitgestorven 1640)
- Hendrik I kreeg Rendsburg (uitgestorven 1459)

Holstein-Segeberg en Holstein-Kiel kwamen voor 1313 al aan de tak Holstein-Plön. Na het uitsterven van de tak Holstein-Plön in 1390 kwamen bijna alle gebieden aan Gerard II van Holstein-Kiel, die in 1386 het hertogdom Sleeswijk als leen van Denemarken ontving. Er ontstond zo een personele unie tussen een Deens hertogdom en het Duitse graafschap Holstein-Rendsburg. 
In 1459 stierven de graven van Holstein-Rendsburg met Adolf VIII uit. Ten gevolge van huwelijk van zijn zuster Hedwig met graaf Dirk van Oldenburg kwam het graafschap aan hun zoon Christiaan van Oldenburg, die in 1448 tot koning van Denemarken was gekozen. De tak Holstein-Pinnenberg slaagde er niet in zijn rechten te effectueren. Na het uitsterven van Holstein-Pinneberg in 1640 viel hun gebied aan Holstein-Glückstadt en Holstein-Gottorp toe. Het deel van Gottorp werd als graafschap Rantzau weer afgesplitst.